# 레슬리 조던

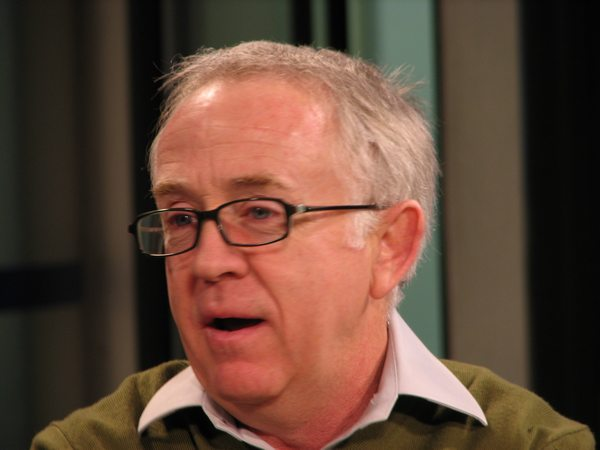

레슬리 조던(Leslie Jordan, 1955년 4월 29일 ~ 2022년 10월 24일)는 미국의 배우, 극작가이다.
2022년 10월 24일 로스앤젤레스 할리우드에서 자동차 사고로 사망하였다.

## 출연 작품
- 서던 뱁티스트 씨시스 (2013년)
- 헐리우드 투 돌리우드 (2011년)
- 헬프 (2011년) - 미스터 블래클리 역
- 러브 랜치 (2010년)
- 이팅 아웃: 올 유 캔 이트 (2009년) - 해리 역
- 로커빌리 베이비 (2009년)
- 언데드 오어 얼라이브 (2007년)
- 히든 팜스 (2007년) - 제시 조 역
- 체이싱 크리스마스 (2005년)
- 매드하우스 (2004년) - 닥터 모튼 역
- 카우 삼총사 (2004년)
- 와사비 투너 (2003년)
- 레바 (2001년)
- 로스트 인 더 퍼싱 포인트 호텔 (2000년)
- 굿바이 러버 (1999년)
- 라스트 프라이데이 (1993년) - 셜비 역
- 바디 오브 에버던스 (1992년)
- 리틀 빅 히어로 (1992년)
- 유산의 비밀 (1991년)
- 스키 아카데미 (1990년)
- 불타는 바다 (1989년)

### 텔레비전
- 아메리칸 대드! (2005-06) - 애니메이션
- 레이징 호프 (2012-13)